# Camorino
Camorino è un quartiere di 2 838 abitanti della città svizzera di Bellinzona, sito nel Canton Ticino.

## Storia

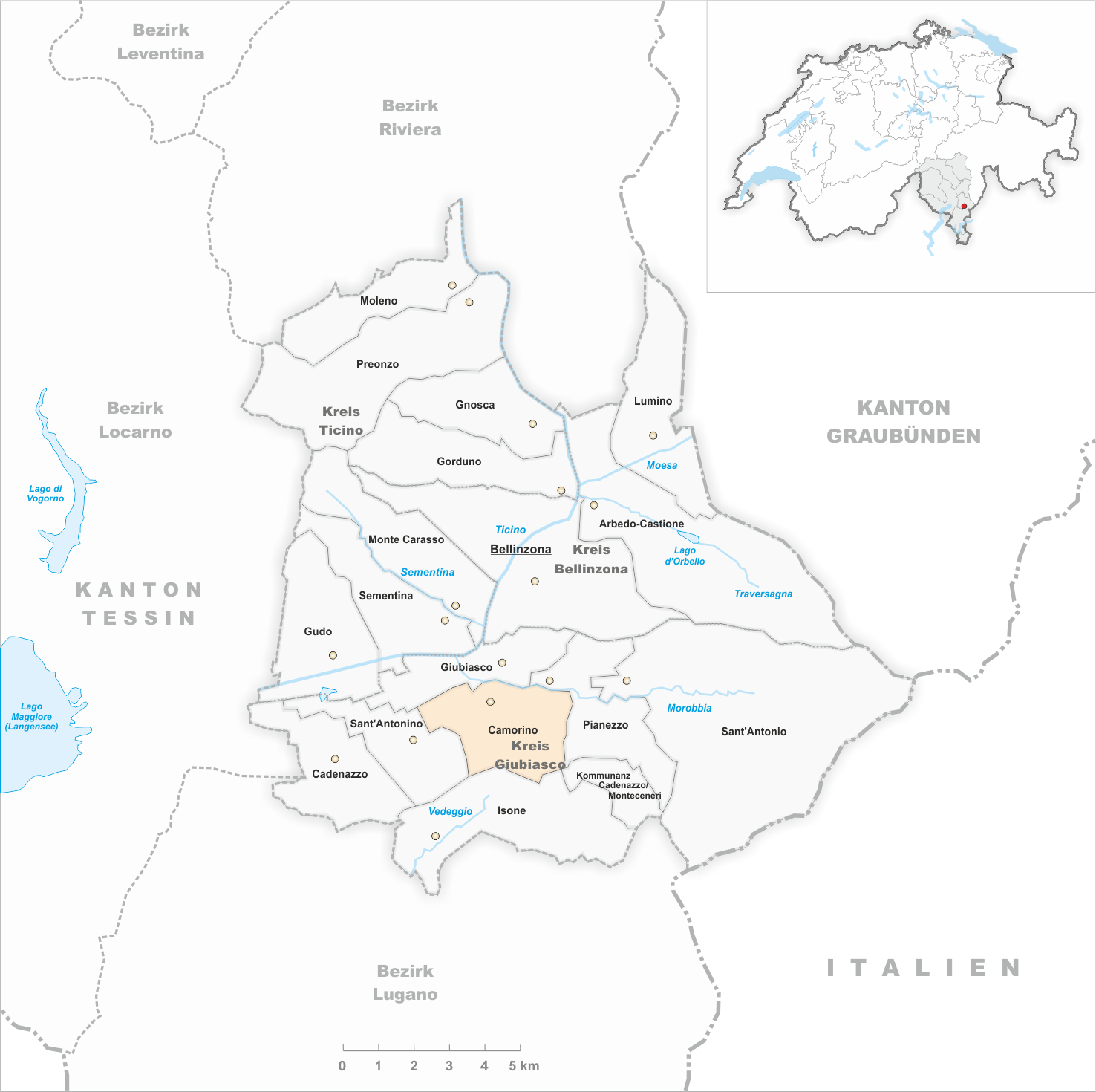
Il territorio del comune di Camorino prima degli accorpamenti comunali del 2017

Fino al 1º aprile 2017 è stato un comune autonomo che si estendeva per 8,27 km²; il 2 aprile 2017 è stato accorpato alla Città di Bellinzona assieme agli altri comuni soppressi di Claro, Giubiasco, Gnosca, Gorduno, Gudo, Moleno, Monte Carasso, Pianezzo, Preonzo, Sant'Antonio e Sementina.

## Monumenti e luoghi d'interesse
- Chiesa parrocchiale di San Martino di Tours (XIII secolo, rifacimento 1888)[2]
- Oratorio di Santa Maria Annunziata, in stile barocco, risalente al XVII secolo[senza fonte];
- Oratorio di San Giulio in località Vigana, risalente al XVI secolo e ricostruito nel 1864 dopo un'alluvione[senza fonte];
- Chiesa di San Bartolomeo, in stile romanico e già esistente nel 1218[senza fonte];
- Ponte romanico sul fiume Morobbia[senza fonte];
- Fortini della fame, linea difensiva costruita nel XIX secolo fra Camorino e Sementina[2] al fine di chiudere la via meridionale; alcuni anni dopo venne eretta una seconda linea di fortificazioni, comprendente anche Giubiasco, per rinforzare lo sbarramento del confine col Regno Lombardo-Veneto[senza fonte].

## Società

### Evoluzione demografica
L'evoluzione demografica è riportata nella seguente tabella:
Abitanti censiti

## Amministrazione
Ogni famiglia originaria del luogo fa parte del cosiddetto comune patriziale e ha la responsabilità della manutenzione di ogni bene ricadente all'interno dei confini della frazione. Presidente dell'Ufficio patriziale è Pietro Ghisletta.